# Jacques Trémoulet
Jacques Trémoulet (Gap, 2 oktober 1896 – Madrid, 5 maart 1971) was een Frans journalist en ondernemer die een groot aantal radiostations op heeft gezet en in zijn bezit had, zowel in Frankrijk als daarbuiten.

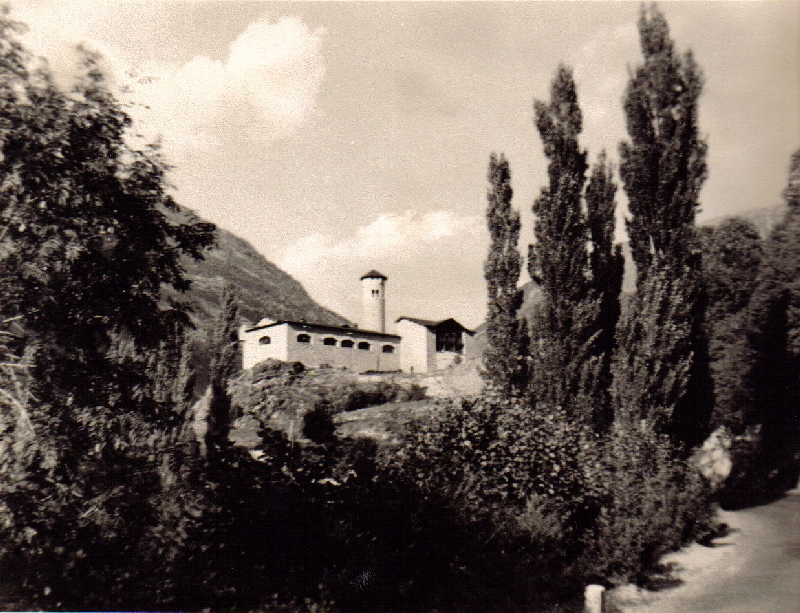
Radio Andorre (1961)

Begin jaren twintig richtte hij met Léon Kierzkowski het bedrijf Radiophonie du Midi op. De eerste zender van dat bedrijf, Radio Toulouse, begon in 1925 met uitzenden. Binnen enkele jaren zette Trémoulet ook Radio Agen, Radio Bordeaux en Radio Montpellier op. Radio stond nog in de kinderschoenen en er bestond nog geen wet- en regelgeving. Wel dreigde er nationalisering van alle radiozenders door de Franse regering, zodat Trémoulet buiten de landsgrenzen mogelijkheden zocht om zenders op te zetten. Zo richtte hij Radio Andorra op, dat in 1939 met uitzenden begon. Het zou een van zijn succesvolste stations worden.
Na de Tweede Wereldoorlog werd Trémoulet bij verstek ter dood veroordeeld vanwege zijn contacten met het Vichyregime en later de Duitse bezetter om zijn radiostations in Frankrijk zelf open te kunnen houden. Hij vluchtte naar Spanje en later Zwitserland, tot hem in 1949 amnestie werd verleend.
Daarna zette hij meer radiostations op in onder meer Spanje, Marokko en Montserrat in het Caraïbische gebied. Bij zijn dood in 1971 was hij bezig een radiostation op te zetten op Cyprus.